# Samsung Galaxy Core 2
Samsung Galaxy Core 2 là điện thoại thông minh được Samsung Electronics sản xuất. Nó được Samsung công bố lần đầu tiên vào tháng 6 năm 2014 trên trang web chính thức và được phát hành vào tháng 7. Điện thoại này là sự kế thừa cho Samsung Galaxy Core và chạy trên Android 4.4.2 KitKat. Samsung Galaxy Core 2 có màn hình cảm ứng điện dung 4,5 inch với độ phân giải WVGA (480x800), mật độ điểm ảnh là 207 ppi. Nó có bộ xử lý Quad-core tốc độ 1,2   GHz. Nó có 768 MB RAM. Galaxy Core 2 có 4GB bộ nhớ trong và hỗ trợ thẻ MicroSD lên đến 64GB.
Máy có camera chính 5MP với khả năng lấy nét tự động và đèn flash LED. Máy có camera trước 0,3MP (VGA). Nó có thể quay video 480p ở tốc độ 30 khung hình / giây. Các tính năng khác bao gồm Chạm để lấy nét, Chụp liên tục và gắn thẻ Geo.
Thiết bị này có một gia tốc kế nhằm chuyển các cử chỉ tự nhiên thành các lệnh.
Máy có pin Li-ion 2000 mAh với thời gian đàm thoại lên tới 7 giờ và phát nhạc lên tới 30 giờ.